# 普羅齊夫
50°14′8″N 30°47′10″E / 50.23556°N 30.78611°E
普羅齊夫（羅馬化：Protsiv）是烏克蘭北部基輔州鮑里斯皮爾區沃龍基夫市鎮的村莊。該村始建於1096年，面積5.87平方公里，海拔高度92米，2001年人口1,047，人口密度每平方公里178.4人。